# ذوقان الركايا
ذوقان الركايا؛ هو مركزٌ سعوديٌ تابعٌ لمحافظة عقلة الصقور التابعة لمنطقة القصيم، في المملكة العربية السعودية. المركز من الفئة (ب)، ورمزه 1865 حسب دليل الترميز الموحد للمناطق الإدارية بالمملكة العربية السعودية.

## الموقع
تقع ذوقان الركايا في القسم الغربي من منطقه القصيم وتحديدا في محافظه عقله الصقور وتبعد عن مركز عقله الصقور حوالي 17 كيلو متر وتقع شمال طريق المدينه المنوره القصيم السريع بحوالي 20 كيلو متر وتقع غرب مركز العماير بحوالي 6 كيلو متر وتقع غرب مركز المحوى في القصيم بحوالي 11 كيلو متر ويمر من وسط ذوقان الركايا طريق المدينه المنوره القصيم القديم.

## التاريخ
هجرها أهلها وتركوا منازلهم بها ويقول بعض العارفين والقريبين منها: هذه القرية وجدت من القديم حتى أنها مذكورة في أشعار العرب في الجاهلية ويقول بعض المؤرخين إنها كانت منزل من منازل الحجاج المتجهين نحو الربذة أما سبب ترك أهلها لها أنه في عام 1390هـ-1391هـ تمت سفلتة طريق القصيم المدينة الطريق القديم وبما أن الطريق لايمر بها قام مجموعة من أهل القرية ببناء بيوت قريبة من الطريق وسموها الجمعية ثم تتابع نزوح أهل القرية شيئا فشيئاً فبدلوا اسم الجمعية باسم قريتهم القديمة ذوقان الركايا وذلك لأن موقعهم قرب الطريق به منفعة اقتصادية لهم.

## وصلات خارجية
- هجرها أهلها بحثا ًعن الخدمات فتناسوا قيمتها الأثرية